# Alphitonia macrocarpa
Alphitonia macrocarpa là một loài thực vật có hoa trong họ Táo. Loài này được Mansf. mô tả khoa học đầu tiên năm 1928.